# Tachinaephagus australiensis
Tachinaephagus australiensis is een vliesvleugelig insect uit de familie Encyrtidae. De wetenschappelijke naam is voor het eerst geldig gepubliceerd in 1914 door Girault.